# GST-Marineschule „August Lütgens“
Die GST-Marineschule „August Lütgens“ in Greifswald-Wieck war von 1954 bis 1989 die zentrale vormilitärisch-maritime Ausbildungsstätte der Gesellschaft für Sport und Technik (GST). Sie war dem Zentralvorstand der GST direkt unterstellt und trug den Namen des Hamburger Seemanns August Lütgens, der 1933 der nationalsozialistischen Justiz zum Opfer fiel. Die Ausbildungsboote und -schiffe lagen in Greifswald-Wieck an der Mündung des Ryck in die Dänische Wiek. Die Gebäude und Anlagen des ehemaligen Schulkomplexes werden heute als Maritimes Jugenddorf Wieck („Majuwi“) genutzt.

## Geschichte

### Situation vor der Gründung der Greifswalder GST-Hochseejachten-Station
Die Geschichte der Greifswalder Hochseejachten-Station und späteren GST-Seesport- bzw. Marineschule war eng mit der Entwicklung der Gesellschaft für Sport und Technik in der DDR verbunden, die als neue Massenorganisation auf Initiative der FDJ am 7. August 1952 entstand. Die DDR benötigte zum Schutz der Seegrenzen, zum Aufbau der Handelsflotte und der Fischerei interessierte Jugendliche, die ihren künftigen Beruf als Seemann sahen. Sowohl die FDJ als auch verstärkt die GST fühlten sich dieser Aufgabe verpflichtet.
Mit der Übergabe der neuerbauten Schonerbrigg „Wilhelm Pieck“ durch den Staatspräsidenten der DDR, Wilhelm Pieck (1876–1960), an den Zentralrat der FDJ als Segelschulschiff für die Jugend am 26. Mai 1951 in Warnemünde, wurde die FDJ zunächst der Reeder, später die GST, und Rostock bis 1954 der Heimathafen des Schiffes. Im Auftrag der FDJ fanden unter der Leitung des Kapitäns und Kap Hoorners Ernst Weitendorf die ersten Lehrgänge und Segeltörns mit dem neuen und einzigen DDR-Segelschulschiff in der Ostsee statt.
Die Gründung der GST als selbständige Massenorganisation gewährleistete neue und effektive Möglichkeiten der maritimen Ausbildung (Seesport). Bereits im August 1952 erfolgte die Übernahme aller Seesportschulen und des Segelschulschiffes von der FDJ. Das Projekt für die Errichtung einer zentralen GST-Seesportschule mit Liegeplatz für das Segelschulschiff konnte in Rostock wegen des Überseehafenbaus nicht realisiert werden.

### Hochseejachten-Station der GST Greifswald-Wieck (1954–1958)
Auf der Suche nach einem geeigneten Standort zur Konzentration der maritimen Ausbildungstechnik der GST, fiel die Wahl schließlich auf den Hafen Greifswald-Wieck an der Ryckmündung mit seiner günstigen Lage am Greifswalder Bodden. Aus dem dortigen „Seesportklub Greifswald-Wieck“ der GST, entstand am 1. Juli 1954 die „Hochseejachten-Station Greifswald-Wieck“, die zum Zentrum der maritimen Ausbildung der GST in der DDR wurde. Sie war damit der Vorläufer der späteren Seesport- bzw. Marineschule. Als Seegebiete für die Seesportausbildung mit Jachten dienten der Greifswalder Bodden und die Gewässer rund um Rügen und vor Warnemünde.
Nach der Gründung der Nationalen Volksarmee (NVA) am 1. März 1956 änderte sich der Charakter der Greifswalder Ausbildungsstätte: Die Vorbereitung auf den militärischen Dienst bei den Seestreitkräften, später Volksmarine, rückte in den Vordergrund. Die ersten Motorschulboote kamen dazu an die Hochseejachten-Station. Erste Auslandsreisen des Segelschulschiffes führten seinerzeit in die Ostseehäfen Gdańsk, Leningrad, Helsinki, Turku und Stockholm.
Als absoluter Höhepunkt der Greifswalder Hochseejachten-Station erwies sich die 99-tägige Reise des GST-Segelschulschiffes mit 33 Mann Besatzung über sieben Meere von Greifswald nach Odessa am Schwarzen Meer und zurück, um Verbindungen mit ähnlichen konzipierten Organisationen in den sozialistischen Ländern, so der sowjetischen DOSAAF, herzustellen. Sie währte vom 15. Mai bis 22. August 1957 und stand unter dem Kommando von Kapitän Arthur Friedrich (1908–1970). Zwischenhäfen dieses Seetörns waren Gibraltar, Durrës (Albanien), Warna (Bulgarien) und Constanța (Rumänien). Der Schriftsteller Götz R. Richter berichtete darüber als Fahrtenteilnehmer in seinem Buch „Segel in Sonne und Sturm“, Berlin 1958.

### GST-Seesportschule Greifswald-Wieck (1959–1968)
Da sich die Hochseejachten-Station in ihrer Aufgabenstellung immer mehr der einer Schule näherte und die Ausbildung auf der Grundlage erster Programme verlief, wurde sie am 3. Januar 1959 in „Seesportschule der GST“ umbenannt. Die neue Bezeichnung verkörperte zugleich eine neue Etappe in der vormilitärisch-maritimen Ausbildung und Erziehung der GST. So wurde bereits im April der Grundstein für das neue Objekt der GST-Seesportschule am südlichen Ufer des Rycks nahe seiner Mündung gelegt. Bis 1962 entstanden ein zweckmäßiges Unterkunfts- und Schulgebäude, die Großkombüse, eine Bootshalle mit den nötigen Werkstätten, eine größere Slipanlage und eine neue Pier. Veraltete Motorausbildungsboote wurden durch neue ersetzt.
Anlässlich des 15. Jahrestages der GST erhielt die Greifswalder Seesportschule am 15. August 1967 den Namen „August Lütgens“ verliehen. Im darauffolgenden Jahr, am 15. Dezember 1968, übergab der Chef der Volksmarine, Vizeadmiral Wilhelm Ehm, der Greifswalder GST-Seesportschule das bisher größte und seinerzeit modernste Ausbildungsschiff – ein Minenleg- und Räumschiff (MLR) und ehemaliges Rettungsschiff der Volksmarine. Die Tochter Ernst Thälmanns, Irma Gabel-Thälmann, taufte das neue Motorschulschiff auf den Namen des deutschen Arbeiterführers. Es war zu diesem Zeitpunkt neben der „Wilhelm Pieck“ das zweite Schiff für längere Ausbildungsfahrten auf See.

### GST-Marineschule „August Lütgens“ Greifswald-Wieck (1969–1989)

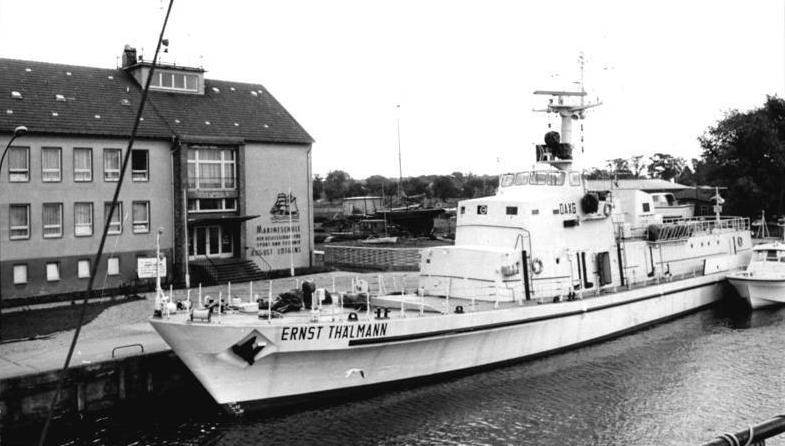
GST-Marineschule „August Lütgens“ (1977)

Aufgrund des gewachsenen Schiffsbestandes und der erhöhten Ausbildungskapazität, wurde die GST-Seesportschule „August Lütgens“ am 1. Januar 1969 in GST-Marineschule „August Lütgens“ umbenannt. Ihm zu Ehren fand am 26. Juni 1970 die Einweihung eines entsprechenden Gedenksteins statt, der mit der Auflösung der maritimen Ausbildungsstätte 1990 entfernt wurde. Zum Höhepunkt in der Entwicklung der Greifswalder Marineschule gestaltete sich im Jahre 1971 zweifelsohne der 20. Jahrestag der Indienststellung des Segelschulschiffes „Wilhelm Pieck“ in den Monaten Juli und August. Zu ihrem Ehrentag konnte die Stammcrew der „Wilhelm Pieck“ unter Kapitän Karl-Heinz Schaefer (1927–2011), der das Schiff von 1967 bis 1972 führte, eine beachtliche Bilanz aufweisen: Mehr als 61.000 Seemeilen (=112.972 km) waren bewältigt und 14 europäische Hafenstädte angelaufen worden. Über 2.500 Kursanten erhielten eine spezifische Ausbildung; darunter 163 Offiziersbewerber, 940 Unteroffiziersbewerber und Matrosenspezialisten für die Volksmarine sowie 115 Lehrgangsteilnehmer für ihre Tätigkeit bei der Handelsflotte der DDR.
Neue außenpolitische Bedingungen, die sich aus den Beschlüssen der im Jahre 1973 in Helsinki stattfindenden Konferenz über Sicherheit und Zusammenarbeit in Europa ergaben, ermöglichten der DDR die Aufnahme diplomatischer Beziehungen zu über 130 Staaten, darunter der BRD. Infolgedessen konnte das DDR-Segelschulschiff an der internationalen Großregatta „Operation Sail“ vom 14. bis 17. Juli 1974 in der Ostsee teilnehmen. Das große „Windjammersegeln“ der Neuzeit, das zu Ehren des 30. Jahrestages der Volksrepublik Polen stattfand, wurde von der englischen „Sail Training Association“ getragen. Das Segelschiffsrennen begann in Kopenhagen und endete in der Danziger Bucht vor Gdynia. Die „Wilhelm Pieck“ belegte dabei unter dem Kommando von Kapitän Helmut Stolle den beachtlichen 5. Platz.
Im Zuge der Intensivierung der praktischen Seeausbildung in den 1970er Jahren, fanden drei weitere von der Volksmarine übereigneten Ausbildungsschiffe, die spätere „Artur Becker“ (1971) und „Freundschaft“ [III] (1974) – zwei ehemalige Logger und Hilfsschiffe – sowie das große und moderne MSR „Ernst Thälmann“ (II) ex. „Anklam“ (1976) in Greifswald-Wieck nach Umbau als Schulschiff ihren Heimathafen. Das letztgenannte löste die alte „Ernst Thälmann“ ab.
Aufgrund der gewachsenen Anforderungen der GST-Marineschule für die Volksmarine und der damit verbundenen Ausbildungskapazität, erfolgte im Januar 1978 die Grundsteinlegung für ein zusätzliches mehrstöckiges Verwaltungs- und Schulgebäude mit großem Konferenzsaal sowie Fach- und Sportkabinetten. Außerdem setzten umfangreiche Arbeiten zur Rekonstruktion und Erweiterung des Objektes ein, wobei eine neue Sportanlage, ein Schießplatz und ein Parkplatz entstanden. Zugleich wurde das große, veraltete und unökonomische MSS „Ernst Thälmann“ (I) von 1967 ausgemustert und abgewrackt.
Ende Januar 1980 konnte der moderne und großräumige Neubau bezogen werden, und aus dem bisherigen Schulgebäude von 1961 entstand ein Sozialgebäude mit Internat von 80 Plätzen. In den 1980er Jahren besaß die qualifizierte Vorbereitung der künftigen Soldaten/Matrosen, Unteroffiziere/Maate-Meister, Fähnriche und Offiziere auf ihren Dienst bei der Volksmarine und der Grenzbrigade Küste, der maritimen Einheit (6. GBK), der Grenztruppen der DDR, das Primat der an der GST-Marineschule zu lösenden Aufgaben. Dazu fanden maximal bis 42 entsprechende Lehrgänge pro Jahr an Land und auf See statt.
Das Jahr 1989 bedeutete allerdings den letzten und glanzvollen Höhepunkt in der Entwicklung der Greifswalder GST-Marineschule: Ihr 35-jähriges Jubiläum. Im gleichen Jahr vollzogen sich gravierende Veränderungen in der DDR, die eine politische Wende im November 1989 herbeiführten und damit das Ende des sozialistischen Staates DDR einleiteten – der Vereinigungsprozess mit der BRD setzte ein. Damit waren auch die GST und ihre Marineschule gegenstandslos geworden. Die maritime Lehreinrichtung wurde im Kontext mit der Auflösung der GST im April 1990 abgewickelt und das Personal zumeist arbeitslos, das zuletzt noch 74 Beschäftigte in der Verwaltung, im Lehrkörper, in Technik und an Bord zählte. Nur die „Artur Becker“ als international bekanntes Sporttaucherschiff und das traditionsreiche Segelschulschiff „Wilhelm Pieck“ konnten sich nach der Wende marktwirtschaftlich bis 2010 bzw. bis zum gegenwärtigen Zeitpunkt behaupten.
In der Zeit ihres 35-jährigen Bestehens, gab es an der Marineschule insgesamt 27 Schulschiffe und -boote, auf denen rund 25.000, vor allem junge Bürger der DDR, eine fundierte vormilitärisch-maritime Ausbildung erhielten. Dabei ist hervorzuheben, dass es in den 35 Jahren bei der seemännischen Ausbildung zu keinem tödlichen Unfall kam.

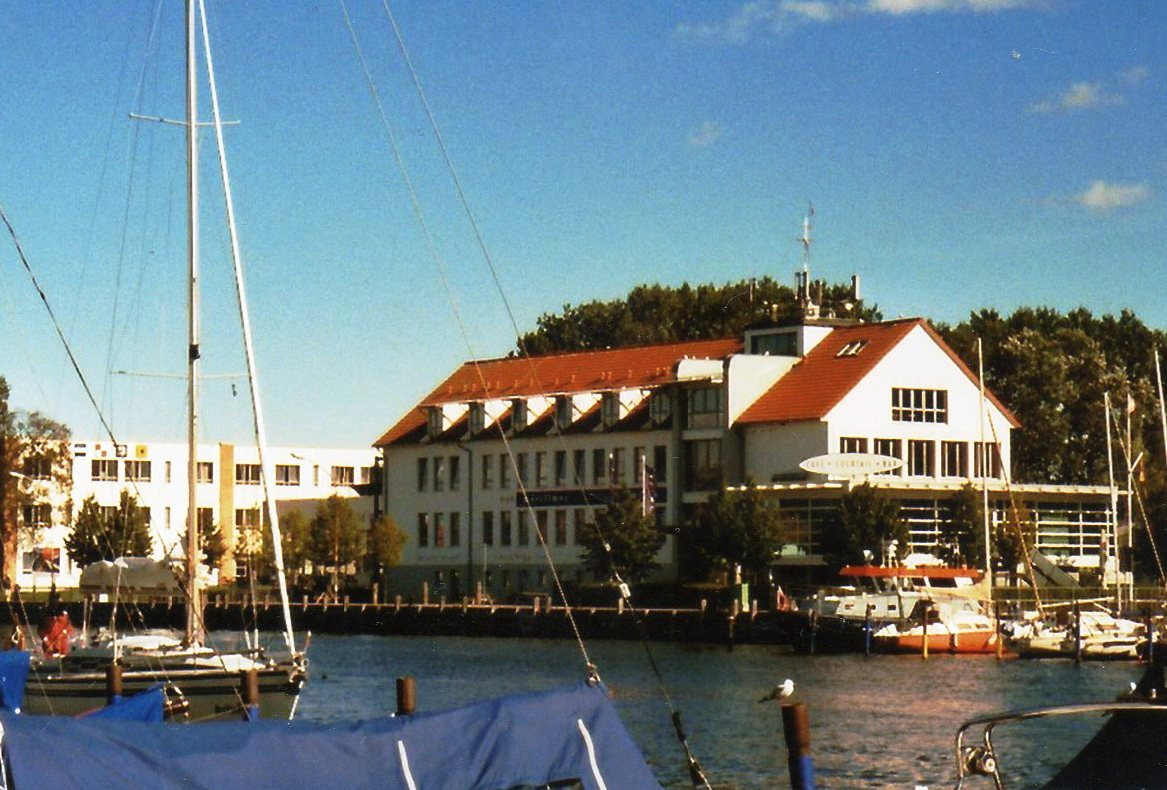
Gebäude der ehemaligen Greifswalder Marineschule

### Ausbildungsprofile der GST-Marineschule Greifswald-Wieck
Die Ausbildung an der Greifswalder Marineschule beruhte auf dem Grundkonzept einer effektiven Verbindung zwischen theoretischem Unterricht und praktischer Bordausbildung. Es kamen dabei verschiedene Modelle der differenzierten Vorbereitung für die maritimen Laufbahnen zur Anwendung. In der Erziehung und Persönlichkeitsentwicklung wurde u. a. auf den Erkenntnissen des deutschen Pädagogen Adolph Diesterweg (1790–1866) aufgebaut. Die Lehrgangsteilnehmer (Kursanten) wurden entsprechend ihrer beruflichen bzw. schulischen Vorbildung und ihren persönlichen Neigungen für eine mögliche künftige Verwendung ausgebildet. Die Ausbildung war in drei Hauptrichtungen ausgerichtet:
- Da die Seestreitkräfte/Volksmarine und die zivile Schifffahrt der DDR Schiffsoffiziere und Besatzungen benötigten, erfolgten vorab in Greifswald mehrwöchige GST-Lehrgänge seemännischer und schiffstechnischer Spezifik in Theorie und Praxis auf dem Segelschulschiff und den Motorschulschiffen. Mit dieser Vorausbildung junger Leute, die zumeist über die Grundorganisationen der GST der großen Betriebe und Kombinate der DDR (Lehrlinge mit Berufsausbildung, Berufsschüler), der Erweiterten Oberschulen (Abiturienten) und der Betriebsschule Flotte des VEB Deutsche Seereederei Rostock (Matrosenlehrlinge) delegiert wurden, erhielten an der Greifswalder Marineschule eine solide Ausbildung und Motivation für den Seemannsberuf sowie das Fundament für den möglichen beruflichen Einsatz bei der Volksmarine oder Handelsschifffahrt. Die Lehrgänge für die seemännisch-nautische und schiffsmaschinentechnische Laufbahn bewährten sich dabei am erfolgreichsten. Vordergründig war jedoch die vormilitärisch-maritime Ausbildung. Höhepunkte der praktischen Seeausbildung bildeten stets die Besuche Greifswalder GST-Schulschiffe in ausländischen Häfen.
- Die Seesport- und Tauchsportzentren (Vereine) und die maritimen Ausbildungszentren der GST auf Kreis- und Bezirksebene der DDR – die Kreisausbildungs- und Bezirksausbildungszentren (KAZ, BAZ) – benötigten ehrenamtliche Ausbilder, Übungsleiter, Tauchlehrer, Bootsführer für Binnenwasserstraßen, Seewasserstraßen und Seestraßen sowie Techniker und Wettkampfrichter. Auch sie fanden hier in mehrwöchigen Lehrgängen optimale Bedingungen für eine entsprechende Aus- und Weiterbildung. Die Marineschule hatte gewissermaßen eine Leitfunktion für den See- und Tauchsport.
- Das hauptamtliche maritime Stammpersonal der GST erhielt an der Marineschule seine fachliche und pädagogische Qualifizierung in Form von Lehrgängen, Schulungen, methodischen Konferenzen, Lehrvorführungen und Navigationsbelehrungsfahrten. Des Weiteren fanden im Auftrag des Seefahrtsamtes der DDR Aus- und Weiterbildungslehrgänge für das Personal der Küstenschifffahrt, insbesondere der Fischerei- und Technischen Flotte, zum Erwerb der entsprechenden Berechtigungen und Patente statt, so für Schiffsführer, Schiffsmaschinisten, Rettungs- und Feuerlöschbootsmännern sowie der Seefunksprecherlaubnis. Dabei gab es Kooperationen mit dem Seefahrtsamt der DDR – seit 1990 Wasser- und Schifffahrtsamt Stralsund – den Lehreinrichtungen der Volksmarine und dem VEB Deutsche Seereederei Rostock, dem Institut für Ingenieur-Pädagogik Magdeburg und der Ernst-Moritz-Arndt-Universität Greifswald.

Die Greifswalder Marineschule galt als „Synonym für die Vorbereitung für den Dienst in der Marine und die breitere Entwicklung und Förderung des See- und Tauchsports in der DDR“ (H. Sieger 2005).

## Leiter der GST-Hochseejachten-Station bzw. ab 1958 Schulleiter der GST-Seesport- und Marineschule in Greifswald-Wieck
Fritz Schmidt (Leiter, 1954); Karl Ottersberg (Leiter, 1955–1958); Korvettenkapitän d. R. Dr. paed. Helmut Sieger (Schulleiter, 1958–1972); Wilfried Reich (amt. Schulleiter, 1972–1974; † 2014); Kapitän zur See d. R. Studienrat Wolfgang Riemer (Schulleiter, 1974–1986); Kapitän zur See d. R. Rudolf Rissmann (Schulleiter, 1987–1990; † 2012). Dem Leiter bzw. Schulleiter unterstanden vier Bereiche, deren Bereichsleiter zugleich als seine Stellvertreter fungierten.

### Die Stellvertreter des Leiters für Patriotische Erziehung (PE), ab 1970 Stellvertreter für Politische Arbeit (PA)
Walter Wagner (ehrenamtl. 1954–1960), Heinz Günther (1962–1963), Kapitänleutnant d. R. Heinz Strauch (1963–1970), Wilfried Reich (1970–1972, 1974–1976), Wolfgang Jung (1976), Fregattenkapitän d. R. Bernhardt Mühlpfordt (1977–1987; † um 2007), Fregattenkapitän d. R. Wolfgang Julich (1987-–1989)

### Die Stellvertreter des Leiters für Ausbildung
Hans Krüger (1955–1957), Korvettenkapitän d. R. Hans Wild (1957–1961), später Hauptfachlehrer an der GST-Marineschule; Korvettenkapitän d. R. Heinz Pilling (1961–1968), Korvettenkapitän d. R. Kurt Kettner (1968), Korvettenkapitän d. R. Horst Frank (1969–1970), später Hauptfachlehrer an der GST-Marineschule; Oberleutnant zur See d. R. Wilfried Ehrlich (1970–1984), Fregattenkapitän d. R. Peter Hoppe (1984–1989/90)

### Die Stellvertreter des Leiters für Technik bzw. Materiell-Technische Sicherstellung (MTS)
Funktion wurde erst 1960 eingeführt, spätere Bezeichnung Stellvertreter für Materiell-Technische Sicherstellung (MTS):
Leutnant zur See d. R. Ing. Martin Bocklitz (1960–1969), Oberleutnant zur See d. R. Dipl.-Ing. Roland Müller (1969–1989/90)

### Die Stellvertreter des Leiters für Finanzen/Wirtschaft
Wolfgang Riesebeck (1955–1957), Gertrud Schuster (1957–1983), 1983 Strukturveränderung in die Bereiche Finanzen (Gertrud Schuster, bis 1990; † 2013), Technik/Ausrüstung (Roland Müller, bis 1989/90) und Versorgung (Thomas Arlt und Gerd Berndt, 1983–1989/90)

## Greifswalder GST-Schulschiffe und -boote, ihr Verbleib und ihre letzten Kommandanten bzw. Kapitäne
- Segelschulschiff

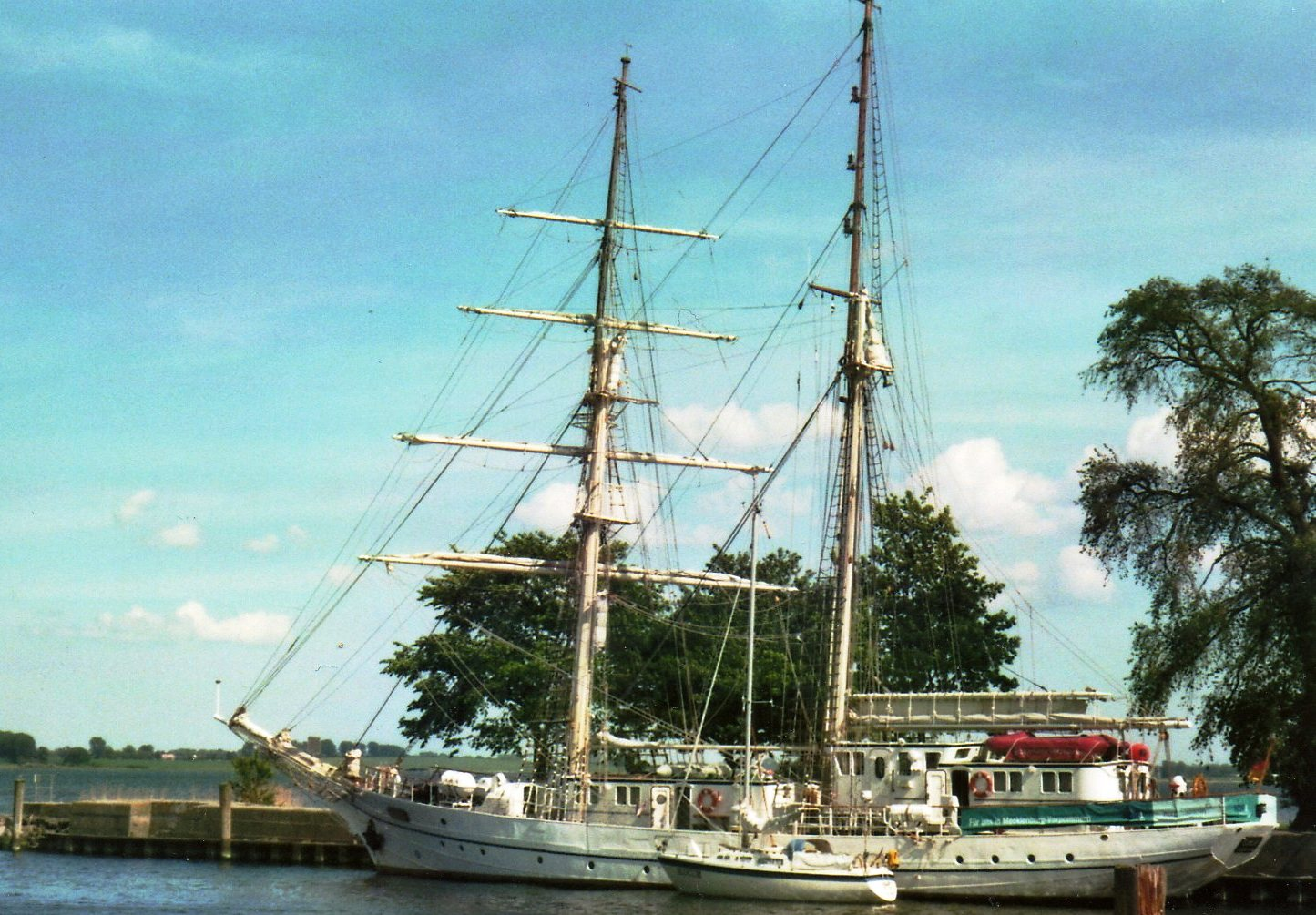
Segelschulschiff Greif ex. Wilhelm Pieck

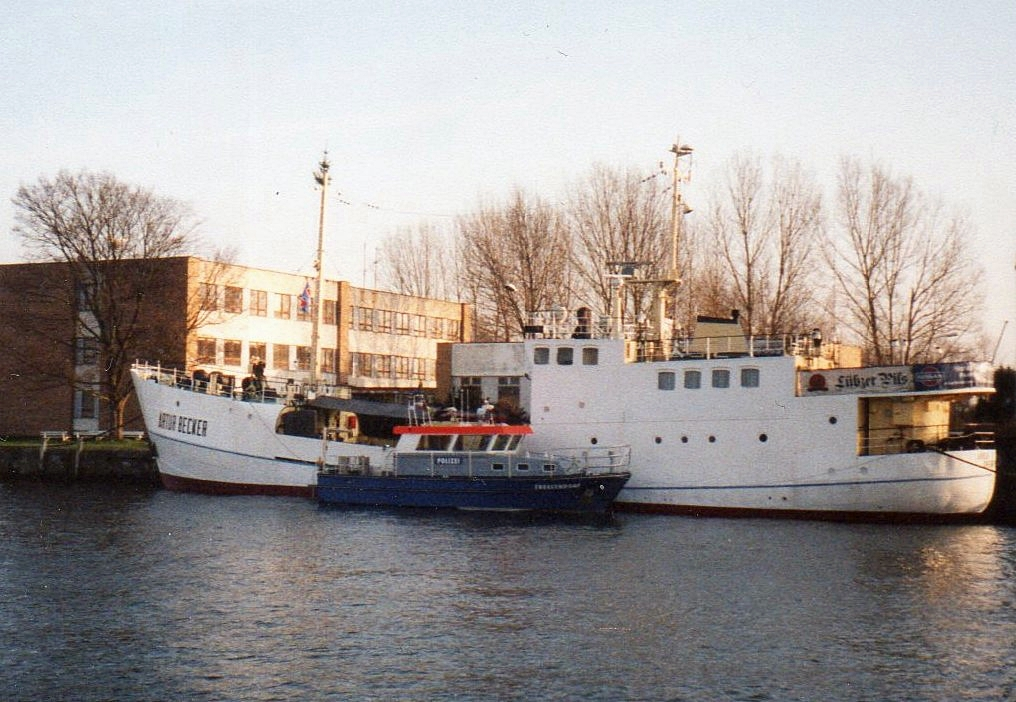
Sporttaucherschiff Artur Becker

  - Wilhelm Pieck, Schonerbrigg bzw. Brigantine, erbaut 1951 in der Warnowwerft Warnemünde, erster Stahlschiffsneubau nach Ende des Zweiten Weltkrieges, einziges Segelschulschiff der DDR, ehemaliges Flaggschiff der Greifswalder GST-Marineschule (1954–1989); seit 1990 als Greif im Besitz der Hansestadt Greifswald, Helmut Stolle (1973–2000), Wolfgang Fusch (2000–2017), Roland Hunscha (2017–2020)
- Hochseejachten:
die Greifswalder GST-Hochseejachten (wechselnde Bootssteuerer) unterstanden dem jeweiligen Leiter der „Jachtengruppe“, die nach 1960 aufgelöst wurde.
  - Jonny Schehr (ex. Nirwana, Spreizgaffelketsch, 1960 abgewrackt)
  - Max Reichpietsch (Yawl, 1958 nach Wismar)
  - Helgoland (ex. Beowulf, Spreizgaffelkutter, 1958 nach Rostock)
  - Albin Köbis (Seekreuzer, 1958 nach Stralsund)
  - Hein Godenwind (ex. Beatrix, Seekreuzer, 1958 nach Wolgast)
  - Knechtsand (Seekreuzer, 1958 nach Wismar)
  - Ernst Thälmann (späterer Name Ernst Schneller, Seekreuzer, 1990 nach Anklam, neuer Name Wappen von Anklam, Klaus Oelze)
  - Knechtsand [II] (8-CR-Klasse, 1962 nach Ückermünde)
  - Max Reichpietsch [II] (8-CR-Klasse, 1962 nach Ückermünde)
- Motorschulschiffe (MSS) und -boote (MSB):
  - Patriot (MSB, ehem. KS-Boot, eines der ersten MSB an der GST-Hochseejachtenstation in Greifswald-Wieck (seit 1956), 1960 Außerdienststellung, in Stralsund Umbau zum Pionierschiff „Klaus Störtebeker“ (I), Manfred Noack)
  - Freundschaft (MSB, ehem. Räumboot R-218, 1959 abgewrackt, Otto Drehn)
  - Pionier (Barkasse, 1958 nach Rostock, Wilfried Reich)
  - Krake (Heuer, Taucherboot, 1967 nach Seeburg, Bodo Strüwing)
  - Friedrich Ludwig Jahn, kurz F.L. Jahn (MSS, 24-m-Kutter mit Stützsegel von 54 m², 1972 nach Rostock, 1978 in Rostock verschrottet, Bodo Strüwing)
  - Freundschaft [II] (ex. Fürstenberg, MSS, ehem. Hilfs- und Räumschiff, 1973 nach Stralsund, dort Umbau zum Pionierschiff „Klaus Störtebeker“ (II), Bodo Strüwing)
  - Pionier [II] (MSB, ehem. KS-Boot, 1973 nach Stralsund, Horst Berkowitz)
  - Partisan (MSB, ehem. KS-Boot, 1967 nach Wismar, Manfred Noack)
  - Patriot [II] (MSB, ehem. Zollboot ZB-24, 1974 nach Rostock, Heinz Michael)
  - Ernst Thälmann [I] (MSS, ehem. MLR, Typ Habicht, Rettungsschiff der Volksmarine (R-21), größtes Greifswalder Schulschiff, 1978 abgewrackt und in Rostock-Bramow verschrottet, Hans Wild [1968–1974], Manfred Noack [1974–1977])
  - Artur Becker (ex. Ruden, MSS, Logger, ehem. Hilfsschiff der Volksmarine, Sporttaucherschiff, 1990 zum See- und Tauchsportzentrum (STZ) Greifswald, 2010 Verkauf nach Dänemark, dort am 2. Dezember 2012 als verschrottet gemeldet, Volker Behm [1988–1991], Karl Heinz Hanke [1992–2010])
  - Freundschaft [III] (ex. Rügen, MSS, Logger, ehem. Hilfsschiff der Volksmarine, 1979 Verkauf nach Griechenland, Manfred Noack)
  - Ernst Thälmann [II] (ex. Anklam, MSS, ehem. MSR der Volksmarine, 1990 Verkauf nach Dänemark, Bodo Strüwing [1977–1990])
  - Albatros (Motorausbildungsboot MAB 12, 1990 zum STZ Greifswald)
  - Peene (dsgl., MAB-14, 1980 nach Rostock); Ryck (dsgl., MAB-14, 1990 zum STZ Greifswald).

Vom ehemaligen Greifswalder GST-Schulschiffsbestand verblieben nur die Schonerbrigg Greif ex. Wilhelm Pieck, die im August 2016 auf See ihr 65. Dienstjubiläum beging, und der Seekreuzer „Wappen von Anklam“ ex."Ernst Thälmann"; ex."Ernst Schneller".